# Regiune polară

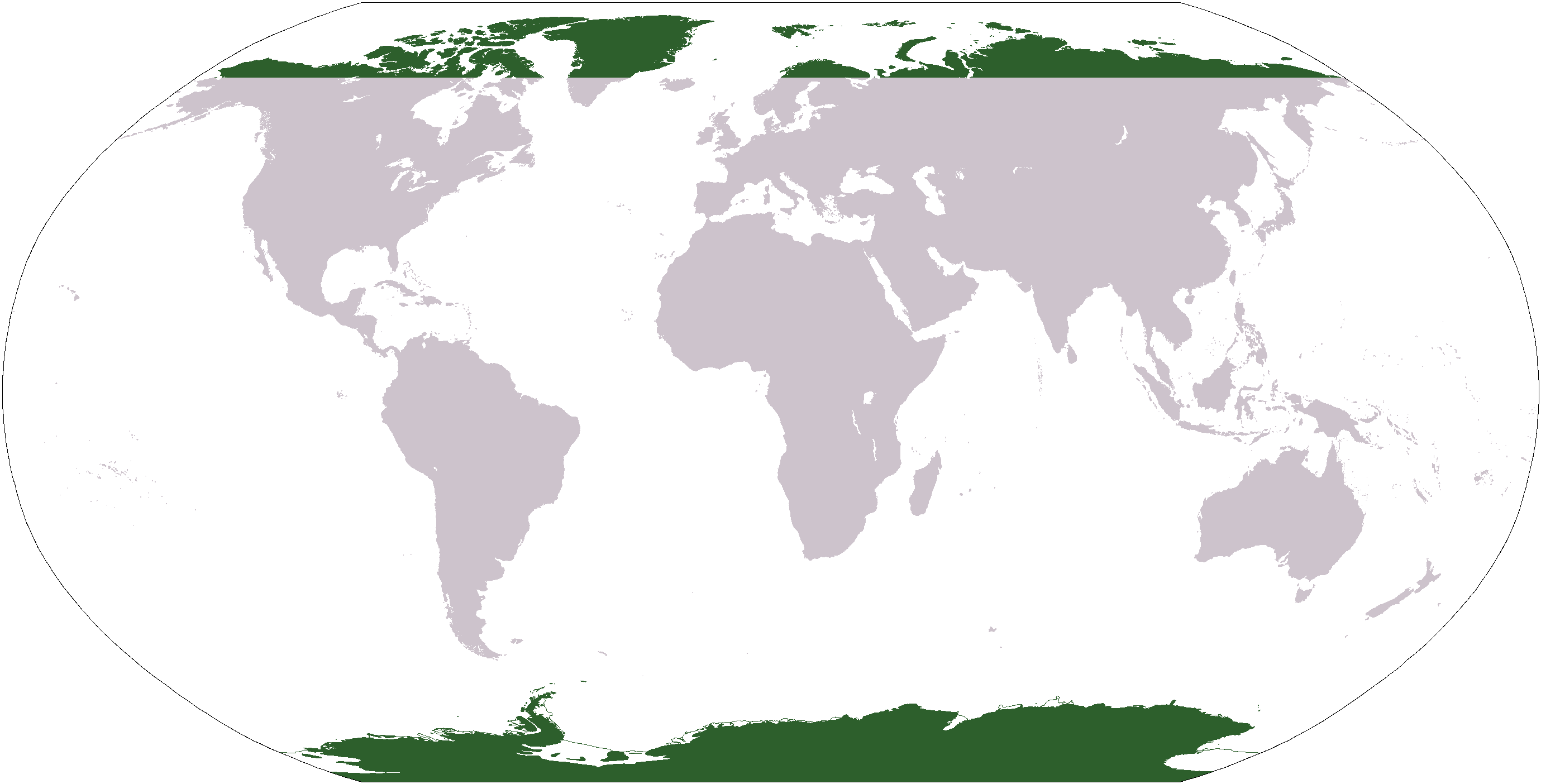
Localizarea regiunilor polare

Regiunile polare ale Pământului sunt acele zone ale globului care înconjoară polii geografici – arctic, respectiv antarctic. Aceste regiuni sunt caracterizate printr-un climat polar cu temperaturi extrem de scăzute și prin mari variații ale perioadelor cu lumina naturală, cu 24 de ore de lumină în timpul verii (nopți albe) și cu 24 de întuneric total în mijlocul iernii. Polul Nord și Polul Sud sunt acoperiți cu calote glaciare, calote care acoperă atât Oceanul Arctic cât și Antarctica.
În regiunea polară nordică se află numeroase așezări omenești, unul dintre motive fiind și Curentul Golfului din Oceanul Atlantic, care încălzește simțitor și unele porțiuni ale Oceanului Arctic. Situația este diferită în Antarctica unde, cu excepția stațiunilor științifice, nu există așezări omenești permanente, datorită temperaturilor mult mai scăzute precum și a izolării geografice a Antarctidei față de celelalte continente. 